# Ulrich Einsle
Ulrich Einsle (* 24. April 1935 in Konstanz; † 24. Dezember 1996 in Freiburg im Breisgau) war ein deutscher Limnologe.

## Leben
Einsle legte 1954 am Alexander-von-Humboldt-Gymnasium Konstanz das Abitur ab. Dort hatte ihn sein Biologielehrer Friedrich Kiefer für das Studium der Ruderfußkrebse gewonnen und so studierte er an der Albert-Ludwigs-Universität Freiburg Biologie, Chemie und Sport. Als Doktorand arbeitete er an der damaligen Anstalt für Bodenseeforschung in Konstanz und wurde 1963 mit einer Dissertation über die Gattung Cyclops im Bodensee promoviert.
Von 1963 bis 1966 arbeitete er als Stipendiat der Deutschen Forschungsgemeinschaft bei Friedrich Kiefer und wurde danach Angestellter der Stadt Konstanz mit einer Stelle an der „Anstalt für Bodenseeforschung“. Nach deren Zusammenlegung mit der Landesanstalt für Umweltschutz (LfU) in Langenargen im Jahr 1970 wurde Einsle in den Landesdienst übernommen und war ab 1982 Leiter der Außenstelle Konstanz-Staad der LfU. Ab 1995 hatte er seinen Dienstsitz in Langenargen.
Einsles wissenschaftlicher Schwerpunkt lag in der Bearbeitung der Taxonomie, Systematik und Ökologie der Cyclopoiden. Über dieses Fachgebiet hat er zwischen 1959 und 1996 zahlreiche Arbeiten veröffentlicht.
Neben taxonomischen Aspekten widmete sich Einsle auch ökologischen Fragen, so unter anderem der nach dem Einfluss der Tagesperiodizität auf die Entwicklungsgeschwindigkeit einiger Cyclops-Arten. Daneben hat er auch das jahreszeitliche Auftreten der pelagischen Copepoden, ihre Vertikal- und Horizontalverteilung sowie ihre täglichen Wanderungen im Bodensee-Obersee und -Untersee, Gnadensee und Rheinsee nachgewiesen. Neben dem Bodensee widmete er sich auch dem Plankton anderer Binnengewässer, etwa den Buchenseen bei Radolfzell oder im Mindelsee.
Einsle arbeitete unter anderem auch an den Überwachungsprogrammen der Internationalen Gewässerschutzkommission für den Bodensee mit. Er war von 1975 bis 1980 Stadtrat in Konstanz und bekleidete von 1977 bis 1996 das Amt des Naturschutzbeauftragten des Landkreises Konstanz.

## Schriften (Auswahl)
- mit Friedrich Kiefer: Vom Litzelsee bei Markelfingen. Beobachtungen an Kleinkrebsen eines periodischen Frühjahrstümpels, in: Schriften des Vereins für Geschichte des Bodensees und seiner Umgebung, 81. Jg. 1963, S. 1–10 (Digitalisat)
- Einige Beobachtungen und Hypothesen zur Taxonomie der Gattung Daphina, in: Schriften des Vereins für Geschichte des Bodensees und seiner Umgebung, 84. Jg. 1966, S. 1–17 (Digitalisat)
- Untersuchungen zur Vertikalwanderung planktischer Crustaceen im Bodensee-Obersee, in: Schriften des Vereins für Geschichte des Bodensees und seiner Umgebung, 87. Jg. 1969, S. 177–188 (Digitalisat)
- Die räumliche Verteilung einiger pelagisch lebender Crustaceen im Litoral des Mindelsees, in: Schriften des Vereins für Geschichte des Bodensees und seiner Umgebung, 90. Jg. 1972, S. 259–270 (Digitalisat)
- Das Crustaceenplankton im Gnadensee (Bodensee-Untersee) 1963/64, in: Schriften des Vereins für Geschichte des Bodensees und seiner Umgebung, 96. Jg. 1978, S. 217–240 (Digitalisat)
- Weitere Untersuchungen (1976/77) über das Crustaceen-Plankton des Gnadensees, in: Schriften des Vereins für Geschichte des Bodensees und seiner Umgebung, 98. Jg. 1980, S. 195–218 (Digitalisat)
- Nachruf auf Friedrich Kiefer, in: Schriften des Vereins für Geschichte des Bodensees und seiner Umgebung, 108. Jg. 1990, S. V–VII (Digitalisat)
- Die horizontale Verteilung des Crustaceenplanktons im Bodensee-Obersee, in: Schriften des Vereins für Geschichte des Bodensees und seiner Umgebung, 108. Jg. 1990, S. 247–258 (Digitalisat)
- Die Entwicklung der Crustaceen-Bestände im Pelagial des Überlinger Sees 1952–1962, in: Schriften des Vereins für Geschichte des Bodensees und seiner Umgebung, 109. Jg. 1991, S. 233–246 (Digitalisat)
- Ruderfußkrebse (Crustacea, Copepoda) aus temporären Kleingewässern des westlichen Bodenseegebietes (Cyclops stagnalis n. sp.) , in: Schriften des Vereins für Geschichte des Bodensees und seiner Umgebung, 114. Jg. 1996, S. 101–109 (Digitalisat)